# Rio de Peixe (afluente do rio Preto do Itambé)
O rio de Peixe é um curso de água do estado de Minas Gerais, Região Sudeste do Brasil. Nasce na Serra do Cipó e deságua no rio Preto do Itambé.